# Aube et Crépuscule (film, 1917)
Pour les articles homonymes, voir Aube et Crépuscule.
Pour plus de détails, voir Fiche technique et Distribution.
Aube et Crépuscule (Told at Twilight) est une comédie dramatique américaine réalisée et interprétée par Henry King, sortie en 1917.

## Synopsis
Little Mary Sunshine est voisine de Daniel Graham, un vieux grincheux solitaire. Un jour, Graham entend Mary et son ami Piggy rire de l'autre côté de la clôture et rencontre ainsi la petite fille, qui se prend d'amitié pour lui. Dès lors, Mary lui rend visite chaque jour, remplissant sa maison de chaleur et de rires. Le soir de son anniversaire, Graham lui organise une fête et, comme il se met à pleuvoir beaucoup, insiste pour qu'elle reste la nuit chez lui. Ce même soir, le père de Mary, qui a perdu l'argent de sa société à la bourse, entre par effraction chez Graham, dans l'intention de le cambrioler. Il est surpris par le vieil homme et Mary, qui croit que son père a voulu lui faire une surprise. Graham, cependant, a compris de quoi il s'agissait mais, à cause de son affection pour l'enfant, comble la perte et aide le père à reprendre le droit chemin.

## Fiche technique
- Titre original : Told at Twilight
- Titre français  : Aube et Crépuscule
- Réalisation : Henry King
- Scénario : Daniel F. Whitcomb
- Photographie : William Beckway
- Production  : E. D. Horkheimer, H. M. Horkheimer
- Société de production : Balboa Amusement Company
- Société de distribution : Pathé Exchange
- Pays d'origine :  États-Unis
- Langue : anglais
- Format : Noir et blanc - 35 mm - 1,37:1 - Muet
- Genre : Comédie dramatique
- Durée : 50 minutes (5 bobines)
- Dates de sortie :
  - États-Unis : 25 mars 1917
  - France : 19 octobre 1917

## Distribution
- Baby Marie Osborne : Little Mary Sunshine
- Daniel Gilfether : Daniel Graham
- Henry King : le père de Mary
- Beatrice Van : la mère de Mary
- Leon Pardue : Piggy